# Josef Zellmeier

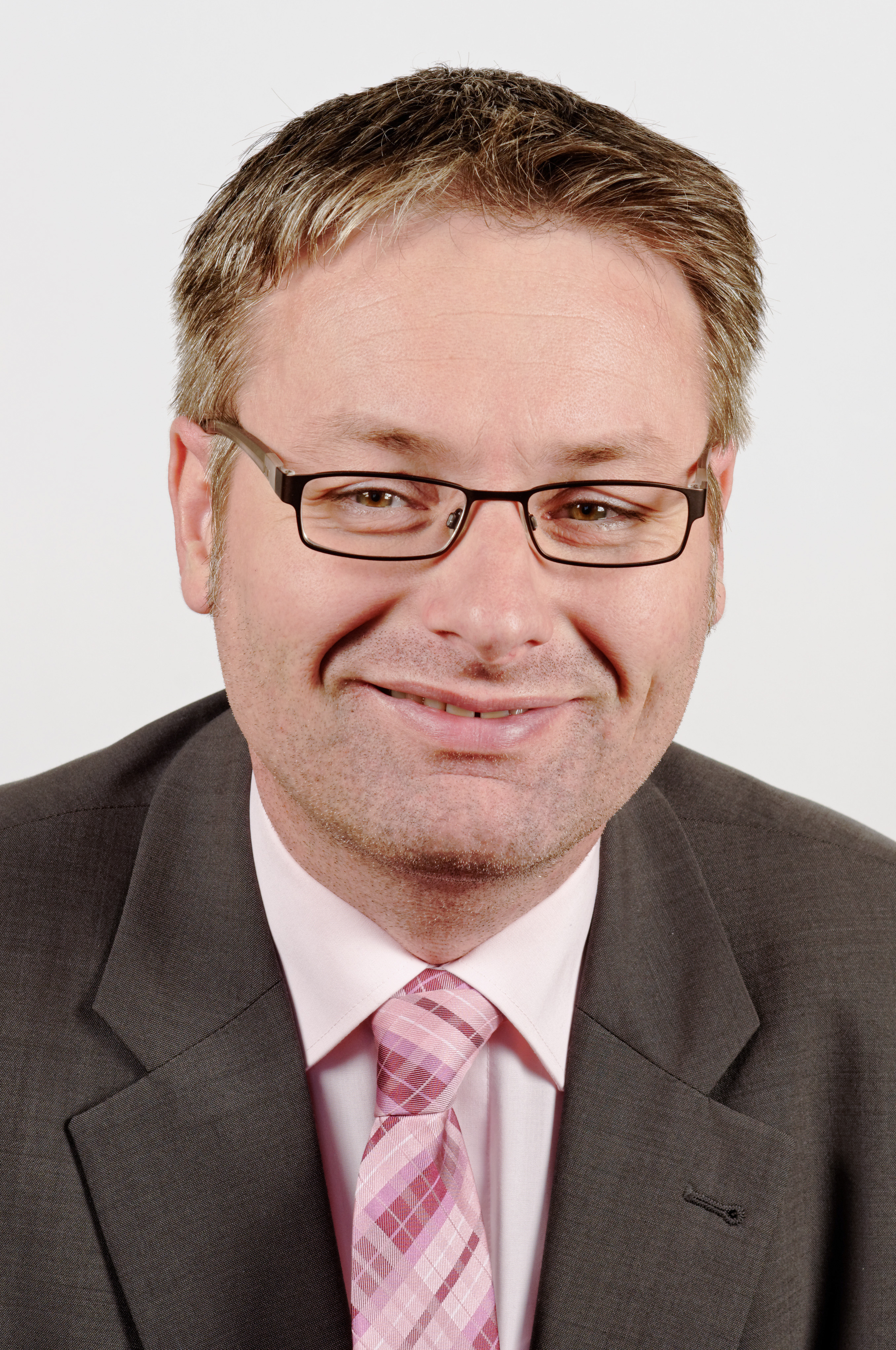
Josef Zellmeier (2012)

Josef Zellmeier (* 31. Mai 1964 in Mallersdorf) ist ein deutscher Politiker (CSU) und Jurist. Er ist seit Oktober 2003 Mitglied des Bayerischen Landtags und seit November 2018 Vorsitzender des Haushaltsausschusses. Von März bis November 2018 war er im Kabinett Söder I Staatssekretär im Bayerischen Staatsministerium für Wohnen, Bau und Verkehr.

## Leben
Zellmeier machte 1983 das Abitur am Johannes-Turmair-Gymnasium Straubing und diente dann von 1984 bis 1985 bei der Bundeswehr. Von 1985 bis 1991 belegte er ein Jurastudium in Regensburg, danach war er von 1991 bis 1994 Rechtsreferendar. 1994 erfolgte sein Eintritt in die bayerische Finanzverwaltung, zuletzt war er Oberregierungsrat.
Zellmeier ist seit 1983 Mitglied der CSU/JU. In der JU bekleidete er die Ämter des Ortsvorsitzenden in Laberweinting, des stellvertretenden Kreisvorsitzenden Straubing-Bogen sowie des stellvertretenden Bezirksvorsitzenden in Niederbayern. Von 1991 bis 2011 war er stellvertretender Kreisvorsitzender der (CSU) Straubing-Bogen, seit April 2011 steht er dem Kreisverband vor. Seit 1996 ist er Gemeinderat in Laberweinting und Kreisrat im Landkreis Straubing-Bogen. Zellmeier war ab 1985 in der Katholischen Landjugendbewegung (KLJB) und im Bund der Deutschen Katholischen Jugend (BDKJ) aktiv. Von 1992 bis 2012 war er Vorsitzender des Kreisjugendrings Straubing-Bogen. Seit 2010 hat er zudem das Amt des Landesvorsitzenden der Karpatendeutsche Landsmannschaft Slowakei in Bayern inne.
Dem Bayerischen Landtag gehört er seit dem 6. Oktober 2003 an und war dort von 2013 bis zur Berufung in das Bayerische Kabinett im März 2018 stellvertretender Vorsitzender sowie parlamentarischer Geschäftsführer der CSU-Fraktion; außerdem hat er das Amt des vertriebenenpolitischen Sprecher seiner Fraktion inne. Im Juli 2016 übernahm er den stellvertretenden Vorsitz der Enquete-Kommission „Integration in Bayern aktiv gestalten und Richtung geben“, den er im März 2018 an seinen Kollegen Thomas Huber abgab. Außerdem war er Vorsitzender der Enquete-Kommission „Jungsein in Bayern – Zukunftsperspektiven für die kommenden Generationen“. Nachdem er 2003 über die CSU-Liste in Niederbayern in den Landtag gewählt worden war, löste er 2008 Herbert Ettengruber als Inhaber des Direktmandats im Stimmkreis Straubing ab. Dieses Direktmandat konnte er auch 2013, 2018 und 2023 gewinnen. 2005 übernahm er den kleinen Edeka-Markt seiner Eltern, der seit 1903 im Familienbesitz ist.
Zellmeier ist römisch-katholisch und verheiratet. Er ist Vater von zwei Kindern.